# Assimilado

colonies portugaises en Afrique.

Assimilado (« Assimilé » en portugais) est le terme donné à des sujets africains de l'Empire colonial portugais des années 1910 aux années 1960, qui avait atteint un niveau de « civilisation », selon les normes légales portugaises, qui les qualifient théoriquement comme citoyens portugais de pleins droits, mais plus réellement comme un statut intermédiaire entre  celui de citoyen et celui d'indigène. Par exemple, les assimilados étaient exemptés du travail forcé imposé aux indigènes.
Le statut leur était accordé à l'issue d'une enquête administrative attestant que leur mode de vie était bien assimilable à celui des colonisateurs portugais. Si l'enquête était concluante, ils se voyaient délivrer un certificat qu'ils devaient être en mesure de produire à tout moment pour justifier leurs privilèges. Cependant, leur position restait précaire dans la mesure où leur statut était périodiquement, bien que de manière irrégulière, réexaminé dans le cadre d'une nouvelle enquête les obligeant « à mobiliser toutes leurs relations pour présenter les meubles, la vaisselle ou les nappes prouvant qu'ils vivaient à l'européenne ».
Le statut fut d'abord mis en place au Mozambique, puis étendu en 1926 à l'Angola et la Guinée portugaise.